# Karl Ludwig Michelet
Pour les articles homonymes, voir Michelet.
Charles Louis Michelet (en allemand Karl Ludwig Michelet), né le 4 décembre 1801 à Berlin où il est mort le 15 décembre 1893, est un philosophe allemand.

## Biographie
Michelet était issu d’une famille de marchands huguenots établie à Berlin. 
Son livre sur la Métaphysique d'Aristote, rédigé en français, lui a valu d'être couronné par l'Académie des sciences morales et politiques en même temps que Félix Ravaisson. Outre ses propres ouvrages, il a contribué à l'édition de l'œuvre de Hegel.
Il a fondé, en 1843, la Société philosophique de Berlin avec ses étudiants David Friedrich Strauss et August Cieszkowski. 
Il est inhumé au cimetière français de Berlin.

## Publications
- Examen critique du livre d'Aristote intitulé Métaphysique, Paris, 1836 ; rééd. avec un avant-propos de Jean-François Courtine, Paris, Vrin, 1982.Ouvrage couronné par l’Académie des sciences morales et politiques.
- Nikomachische Ethik, 2de éd., 1848.
- Die Ethik des Aristoteles in ihrem Verhältniss zum System der Moral, 1827[2].
- Vorlesungen über die Persönlichkeit Gottes und die Unsterblichkeit der Seele, oder die ewige Persönlichkeit des Geistes, 1841.
- Die Epiphanie der ewigen Persönlichkeit des Gottes, 1844-52.
- Geschichte der letzten Systeme der Philosophie in Deutschland von Kant bis Hegel, 2 vols., Berlin, 1837-1838.
- Entwickelungsgeschichte der neuesten Deutschen Philosophie mit besonderer Rücksicht auf den gegenwärtigen Kampf Schelling's mit der Hegelschen Schule, 1843.
- Schelling und Hegel, 1839[3].
- Eine italienische Reise in Briefen, Berlin, 1856.
- Die Geschichte der Menschheit in ihrem Entwickelungsgange seit dem Jahre 1775 bis auf die neuesten Zeiten, 2 vols., 1859-60.
- Naturrecht, oder Rechtsphilosophie als die praktische Philosophie, 3 vols., 1866.
- Esquisse de logique, Paris, 1856.
- Hegel der unwiderlegte Weltphilosoph, 1870.
- Wahrheit aus meinem Leben, 1886[2].